# Ammodytes marinus
Ammodytes marinus és una espècie de peix de la família dels ammodítids i de l'ordre dels perciformes.

## Morfologia
Els mascles poden assolir els 25 cm de longitud total.

## Distribució geogràfica
Es troba a l'Atlàntic nord-oriental: des de Nova Terra fins a les Illes Anglonormandes, incloent-hi l'est de Groenlàndia, Islàndia, el Mar de Barentsz (llevat de la Mar Blanca) i la mar Bàltica (tret de Finlàndia i del Golf de Bòtnia).